# Liberation (police de caractères)
Liberation est le nom d’une famille de polices de caractères TrueType, qui regroupe Liberation Sans, Liberation Sans Narrow, Liberation Serif et Liberation Mono.
Toutes sont compatibles en taille avec respectivement Arial, Arial Narrow, Times New Roman et Courier New, les polices de caractères les plus utilisées par Microsoft sur son système d’exploitation Windows et sa suite logicielle Office. Elles ont pour vocation de servir d’alternative libre à ces polices. 

## Historique
Ces polices ont été développées par Steve Matteson de Ascender Corporation (également à l’origine de la police Droid), sous le nom d’Ascender Sans et Ascender Serif. Une variante de cette famille, complétée par l’ajout d’une police open source à chasse fixe, a été développée puis distribuée par Red Hat à partir du 9 mai 2007. Liberation Sans et Liberation Serif sont dérivées respectivement d’Ascender Sans et Ascender Serif, tandis que Liberation Mono se base sur Ascender Sans et Ascender Uni Duo.
Les polices ont été développées en deux phases : la première publication en mai 2007 proposait un jeu de polices complètement utilisables, mais dépourvues de hinting, ce à quoi remédie la seconde publication, début 2008.
En avril 2010, Oracle ajoute la police Liberation Sans Narrow au projet. Cette nouvelle police est compatible en taille avec la famille de police Arial Narrow. Les nouvelles polices sont officiellement publiées sous le nom de Liberation Fonts 1.06.

## Caractéristiques
Liberation Sans, Liberation Sans Narrow et Liberation Serif correspondent respectivement en taille aux polices Arial, Arial Narrow et Times New Roman, conçues par Monotype Corporation.
Liberation Mono ressemble plus à Liberation Sans qu’à Courier New, proposée également par Monotype Corporation, même si leurs dimensions correspondent.
Les polices Liberation sont destinées à remplacer les polices propriétaires sus-mentionnées pour un usage libre et open-source.

Comparaison de Liberation Sans et Arial.
Comparaison de Liberation Serif et Times New Roman.
Comparaison de Liberation Mono et Courier New.

## Support Unicode
Les trois polices supportent les standards IBM/Microsoft définis par les pages de code 437, 737, 775, 850, 852, 855, 857, 858, 860, 861, 863, 865, 866, 869, 1250, 1251, 1252, 1253, 1254, 1257 et le système de caractères MacRoman. L’encodage standard utilisé par Windows (page de code 437) ne présente que les alphabets latin, grec et cyrillique, et les termes de licence empêchent l’extension à d’autres systèmes d’écriture. Depuis le remplacement des anciennes polices par leurs équivalents Croscore, une extension du support Unicode est devenue possible.

## Distribution
Red Hat place ces polices de l’Ascender Corporation sous la licence publique générale GNU avec une exception prévue pour les polices, qui stipule que les documents utilisant ces polices ne tombent pas automatiquement sous licence GNU. De plus, toute distribution du code des polices de façon physique doit procurer le droit d’accéder et de modifier le code source des polices, et de réinstaller la version modifiée sur le même support physique ayant servi à sa distribution. Ainsi, ces polices permettent aux systèmes libres et open source de disposer de polices de bonne qualité compatibles avec les logiciels Microsoft.
Le projet Fedora est la première distribution GNU/Linux majeure à inclure ces polices par défaut (dans sa version 9) et propose une version des polices Liberation légèrement revues par Ascender. Elles incluent un « zéro pointé » et différentes modifications pour faciliter l’internationalisation,.
D’autres distributions GNU/Linux (comme Ubuntu, OpenSUSE et Mandriva Linux,) incluent les polices Liberation dans les installations par défaut. Le logiciel open source OpenOffice.org propose Liberation dans son installation pour tous les systèmes d’exploitation supportés,,,,.
À cause de problématiques liées à des polices placées sous licence GNU GPL, certains projets cherchent des alternatives aux polices Liberation. À partir d’OpenOffice 3.4 (proposé par Apache), les polices Liberation sont remplacées par les polices de Chrome OS — aussi appelées polices Croscore (en) : Arimo (sans), Cousine (monospace), et Tinos (serif) — qui sont de nouvelles versions des mêmes designs, placées cette fois par Ascender sous licence Apache 2.0.
Depuis le 18 juillet 2012, les polices Liberation 2.00.0 et au-dessus constituent un fork des polices Chrome OS publiées sous licence SIL Open Font.